# 奈良将史
奈良 将史（なら まさし、1977年5月17日 - ）は、兵庫県神戸市出身の元プロ野球選手（投手）。

## 来歴・人物
滝川二高から東北福祉大学へ進学。4年時は石原慶幸とバッテリーを組み、春秋ともベストナイン。大学選手権、明治神宮大会では後輩の吉見祐治、洗平竜也らのリリーフに回っている。2000年に社会福祉学部社会福祉学科を卒業後、その年のドラフト会議で大阪近鉄バファローズに8位指名され入団。
ルーキーながら、サイドスローから繰り出される150km/h台の速球を武器に中継ぎとして33試合に登板し、初勝利も挙げる。
しかし、翌年以降は故障により登板機会が大幅に減少。わずか3年で解雇となった。12球団合同トライアウトでは故障明けながら150km/h台の速球を披露したが、採用球団はなかった。

## 詳細情報

### 年度別投手成績
| 年 度     | 球 団     | 登 板 | 先 発 | 完 投 | 完 封 | 無 四 球 | 勝 利 | 敗 戦 | セ 丨 ブ | ホ 丨 ル ド | 勝 率 | 打 者 | 投 球 回 | 被 安 打 | 被 本 塁 打 | 与 四 球 | 敬 遠 | 与 死 球 | 奪 三 振 | 暴 投 | ボ 丨 ク | 失 点 | 自 責 点 | 防 御 率 | W H I P |
| --------- | --------- | ----- | ----- | ----- | ----- | -------- | ----- | ----- | -------- | ----------- | ----- | ----- | -------- | -------- | ----------- | -------- | ----- | -------- | -------- | ----- | -------- | ----- | -------- | -------- | ------- |
| 2000      | 近鉄      | 33    | 0     | 0     | 0     | 0        | 1     | 1     | 0        | --          | .500  | 162   | 36.0     | 30       | 1           | 22       | 0     | 6        | 16       | 0     | 0        | 17    | 16       | 4.00     | 1.44    |
| 2001      | 近鉄      | 2     | 0     | 0     | 0     | 0        | 0     | 0     | 0        | --          | ----  | 12    | 3.0      | 3        | 1           | 1        | 0     | 0        | 2        | 0     | 0        | 2     | 2        | 6.00     | 1.33    |
| 通算：2年 | 通算：2年 | 35    | 0     | 0     | 0     | 0        | 1     | 1     | 0        | --          | .500  | 174   | 39.0     | 33       | 2           | 23       | 0     | 6        | 18       | 0     | 0        | 19    | 18       | 4.15     | 1.44    |

### 記録
- 初登板：2000年5月12日、対日本ハムファイターズ6回戦（東京ドーム）、8回裏に3番手として救援登板、1回無失点
- 初奪三振：2000年5月19日、対福岡ダイエーホークス9回戦（北九州市民球場）、7回裏に鳥越裕介から
- 初勝利：2000年7月12日、対千葉ロッテマリーンズ16回戦（大阪ドーム）、4回表1死に2番手として救援登板、2回無失点

### 背番号
- 52（2000年 - 2002年）